# Jože Brodnik
Jože Brodnik (ur. 26 kwietnia 1936 w Šmarju pri Jelšah) – słoweński lekkoatleta (wieloboista) reprezentujący Jugosławię.
W 1960 roku wystartował na igrzyskach olimpijskich, na których był dziewiąty w dziesięcioboju. Ponadto dwukrotnie brał udział w mistrzostwach Europy w tej samej konkurencji, zajmując 10. miejsce w 1958 i 8. w 1962 roku. W 1959 zdobył złoty medal igrzysk śródziemnomorskich. Mistrz Bałkanów w dziesięcioboju z lat 1960–1962 oraz mistrz Jugosławii z lat 1962–1963. Był rekordzistą Słowenii, Jugosławii i Bałkanów w dziesięcioboju. Jedenastokrotnie reprezentował Jugosławię w meczach międzypaństwowych. Przez całą karierę (w latach 1952–1966) reprezentował klub Kladivar Celje.
Po zakończeniu kariery sportowej pełnił funkcję prezesa Dars (państwowej organizacji odpowiedzialnej za autostrady), którym był od listopada 1993 do lutego 1999 (wg innych źródeł od 1994). W lutym 1997 został jednogłośnie (28 głosów) wybrany przewodniczącym Atletskiej zvezy Slovenije. W kwietniu 2001 jego następcą został Roman Jakič, otrzymując 20 na 38 możliwych głosów.